# فرورفتگی مینوسینسک
فرورفتگی مینوسینسک (انگلیسی: Minusinsk Hollow) یک پهنه و فرورفتگی در سرزمین کراسنویارسک کشور روسیه است.